# Catharina Allvin
Catharina Johanna Allvin född 24 augusti 1970 i Täby, är en svensk dansare. 
Hon har spelat rollen som Nonno i Mio min Mio på Stockholms Stadsteater. Hon har arbetat med koreografer som Birgit Cullberg, Anna Vnuk och Dorte Olesen. På Dramaten har hon medverkat i En midsommarnattsdröm och Cabaret.
Hon har en son tillsammans med sambon Jonas Malmsjö.

## Filmografi
- 2004 - Hjärtslag

## Teater

### Roller (ej komplett)
| År   | Roll               | Produktion                                                                       | Regi                 | Teater                 |
| ---- | ------------------ | -------------------------------------------------------------------------------- | -------------------- | ---------------------- |
| 2002 | Nonno/Spejare m fl | Mio, min Mio Kristina Lugn                                                       | Stina Ancker         | Stockholms stadsteater |
| 2003 | Hotellstäderskan   | Victor/Victoria Blake Edwards, Leslie Bricusse, Henry Mancini och Frank Wildhorn | Anders Aldgård       | Oscarsteatern          |
| 2007 | Apor vargar m fl   | Djungelboken (The Jungle Book) Rudyard Kipling                                   | Alexander Mørk-Eidem | Stockholms stadsteater |
| 2008 | Ensemble           | My Fair Lady Frederick Loewe och Alan Jay Lerner                                 | Tomas Alfredson      | Oscarsteatern          |
| 2014 | Apor vargar m fl   | Djungelboken (The Jungle Book) Rudyard Kipling                                   | Alexander Mørk-Eidem | Stockholms stadsteater |
| 2016 | Moster Gun         | Trollflöjten 2.0 Emma Sandanam och Mette Herlitz                                 | Fredrik Meyer        | Parkteatern            |

### Koreografi
| År   | Produktion                              | Upphov                                                      | Regi                                                   | Teater                   |
| ---- | --------------------------------------- | ----------------------------------------------------------- | ------------------------------------------------------ | ------------------------ |
| 2015 | Orfeus och Eurydike                     | Emma Sandanam och Mette Herlitz                             | Albin Flinkas Maja Rung Fredrik Meyer Marika Willstedt | Kulturhuset Stadsteatern |
| 2016 | Närmare döden - En tvåpersonersrevy     | Lotta Olsson                                                | Albin Flinkas Fredrik Meyer                            | Kulturhuset Stadsteatern |
| 2016 | Trollflöjten 2.0                        | Emma Sandanam och Mette Herlitz                             | Fredrik Meyer                                          | Parkteatern              |
| 2020 | Vakten vid Rhen Watch on the Rhine      | Lillian Hellman Översättning Klas Östergren                 | Jenny Andreasson                                       | Dramaten                 |
| 2022 | Kulla-Gulla                             | Martha Sandwall-Bergström Dramatisering Åsa Lindholm        | Maria Sid                                              | Kulturhuset Stadsteatern |
| 2022 | Älskling är jag hemma Home, I'm Darling | Laura Wade Översättning Sofia Fredén                        | Maria Blom                                             | Kulturhuset Stadsteatern |
| 2024 | Company                                 | Stephen Sondheim och George Furth Översättning Calle Norlén | Maria Sid                                              | Kulturhuset Stadsteatern |